# Star Wars: The Rise of Skywalker
Star Wars: The Rise of Skywalker, även känd som Star Wars: Episod IX – The Rise of Skywalker, är en amerikansk science fiction-film, rymdopera. Den är regisserad av J.J. Abrams, som även har skrivit manus tillsammans med Chris Terrio. Den utgör den nionde delen i filmsagan Star Wars, samt den sista delen i Skywalker Trilogin och är uppföljaren till Star Wars: The Last Jedi.
Filmen produceras av Lucasfilm och distribueras av Walt Disney Studios Motion Pictures. I filmen medverkar skådespelarna Mark Hamill, Carrie Fisher, Adam Driver, Daisy Ridley, John Boyega, Oscar Isaac, Lupita Nyong'o, Domhnall Gleeson, Anthony Daniels, Richard E. Grant, Billy Dee Williams, Naomi Ackie, Dominic Monaghan, Keri Russell och Kelly Marie Tran. Musiken är skriven och komponerad av John Williams.
Filmen hade premiär i Sverige den 18 december 2019, utgiven av Walt Disney Studios Motion Pictures och Bad Robot Productions.

## Rollista
- Carrie Fisher – Leia Organa[5][6][7]
- Mark Hamill – Luke Skywalker[5][8]
- Adam Driver – Ben Solo / Kylo Ren[9]
- Daisy Ridley – Rey[9][10][11][12]
  - Cailey Fleming och Josefine Irrera Jackson – Rey som barn
- John Boyega – Finn[9]
- Oscar Isaac – Poe Dameron[9]
- Anthony Daniels – C-3PO[5][13]
- Naomi Ackie – Jannah[14]
- Domhnall Gleeson – General Hux[5]
- Richard E. Grant – Allegiant General Pryde[5][15]
- Lupita Nyong'o – Maz Kanata[5]
- Keri Russell – Zorii Bliss[16][17][18]
- Joonas Suotamo – Chewbacca[5]
- Kelly Marie Tran – Rose Tico[5]
- Ian McDiarmid – Palpatine / Darth Sidious[19][20]
- Billy Dee Williams – Lando Calrissian[21][5][22]
- Billie Lourd – Lieutenant Kaydel Ko Connix[5]
- Greg Grunberg – Temmin "Snap" Wexley[23][5]
- Harrison Ford – Han Solo[5][24][25]
- Dominic Monaghan – Beaumont Kin[26]
- Shirley Henderson – Babu Frik[27]
- Hassan Taj och Lee Towersey – R2-D2[28]
- Dave Chapman och Brian Herring – BB-8
- J.J. Abrams – D-O (röst)[29]
- Nick Kellington – Klaud
- Amanda Lawrence – Commander Larma D’Acy
- Vinette Robinson – Pilot Wrobie Tyce
- Amir El-Masry – Commander Trach
- Jodie Comer – Reys mamma[29]
- Billy Howle – Reys pappa[29]
- Mike Quinn och Kipsang Rotich – Nien Nunb
- Denis Lawson – Wedge Antilles
- Warwick Davis – Wicket W. Warrick[29]
- John Williams – Kijimi bartender
- Lin-Manuel Miranda – Resistance trooper[29]
- Jeff Garlin – Cameo[30]
- Kevin Smith – Cameo[31]
- Andy Serkis – Supreme Leader Snoke (röst)[32]
- James Earl Jones – Darth Vader (röst)[32]
- Hayden Christensen – Anakin Skywalker (röst)[32]
- Olivia d'Abo – Luminara Unduli (röst)[32]
- Ashley Eckstein – Ahsoka Tano (röst)[32]
- Jennifer Hale – Aayla Secura (röst)[32]
- Samuel L. Jackson – Mace Windu (röst)[32]
- Ewan McGregor och Alec Guinness – Obi-Wan Kenobi (röst)[32]
- Frank Oz – Yoda[32]
- Angelique Perrin – Adi Gallia (röst)[32]
- Freddie Prinze Jr. – Kanan Jarrus (röst)[32]
- Liam Neeson – Qui-Gon Jinn (röst)[32]